# یونیس بکمن
یونیس بکمن (انگلیسی: Eunice Beckmann؛ زادهٔ ۸ فوریهٔ ۱۹۹۲) بازیکن فوتبال اهل آلمان است.
از باشگاه‌هایی که در آن بازی کرده‌است می‌توان به باشگاه فوتبال زنان بایرن مونیخ، بوستون بریکرز، باشگاه فوتبال زنان بایر ۰۴ لورکوزن، باشگاه فوتبال اف‌سی‌آر ۲۰۰۱ دویسبورگ، و باشگاه فوتبال لینشوپینگ اشاره کرد.
وی همچنین در تیم ملی فوتبال Germany U19 بازی کرده‌است.